# Rio Eyrieux
O rio Eyrieux é um rio que corre no departamento de Ardèche, na França. Nasce nas Cevenas, no Maciço Central, perto de Devesset, e é afluente do rio Ródano pela sua margem direita. Entre as principais localidades que banha encontram-se Saint-Agrève, Saint-Martin-de-Valamas, Le Cheylard, Saint-Sauveur-de-Montagut, Saint-Laurent-du-Pape, Beauchastel e La Voulte-sur-Rhone.
Tem uma longa história de enchentes, a mais grave das quais ocorreu em 1857.